# Unitat natural
En física, les unitats naturals (un) són unitats de mesura definides en termes de constants físiques universals, a fi que algunes constants físiques triades tinguen el valor d'1 quan s'expressa en termes d'un conjunt particular de la unitat natural. Les unitats naturals s'entendran com una simplificació d'algunes expressions algebraiques que apareixen en lleis físiques o normalització de certes quantitats físiques que són propietat universals de les partícules elementals i que poden ser considerades raonablement com a constants. No obstant això, allò que es considera constant i resta obligat a ser constant en un sistema natural d'unitats, pot no ser-ho en un altre sistema. Les unitats són naturals perquè l'origen de la seva definició no és més que la propietat de la natura i no mitjançant convencions humanes. Les unitats de Planck sovint són anomenades unitats naturals, però tan sols es tracta d'un sistema d'unitats naturals com qualsevol altre. Les unitats de Planck poden ser considerades úniques, ja que són un conjunt d'unitats que no es basen en un prototip, objecte o partícula subatòmica, sinó que es basen només en les propietats de l'espai buit.
Igual que qualsevol conjunt d'unitats bàsiques o unitats fonamentals, les unitats bàsiques estan constituïdes per una sèrie d'unitats naturals que inclouen la definició dels valors de la longitud, massa, temps, temperatura i càrrega elèctrica. Alguns físics no reconeixen la temperatura com una dimensió fonamental d'una magnitud física, ja que simplement expressa l'energia per a un determinat nombre de graus de llibertat d'una partícula, que pot expressar-se en termes d'energia (o massa, longitud i temps). Pràcticament, cada sistema natural d'unitats normalitza la constant de Boltzmann a k= 1, que es pot pensar com una nova expressió de la definició de la temperatura. A més, alguns físics reconeixen la càrrega elèctrica com una dimensió fonamental separada, encara que pot expressar-se en termes de massa, longitud i temps en un sistema com el sistema de CGS electroestàtic. Pràcticament, tots els sistemes d'unitats naturals normalitzen la permitivitat del buit a ε0=(4π)-1, que pot considerar-se com una expressió de la definició de la unitat de càrrega.

## Constants físiques candidates usades en sistemes d'unitats naturals
Les constants físiques candidates a ser normalitzades s'escullen de les de la taula següent. Tingueu en compte que només un petit subconjunt de les següents constants poden ser normalitzades en un sistema d'unitats sense contradir-se amb la definició (ex., me i mp no poden ser definides totes dues com a unitats de massa en un sol sistema).
| Constant                                | Símbol | Dimensió     |
| --------------------------------------- | --- | ------------ |
| Velocitat de la llum en el buit         | {\displaystyle {c}\ }                                                                                                | L T-1        |
| Constant de la gravitació               | {\displaystyle {G}\ }                                                                                                | M-1L3T-2     |
| Constant de Dirac o "costant de Planck" | {\displaystyle \hbar ={\frac {h}{2\pi }}} en què {\displaystyle {h}\ } és constant de Planck                         | ML²T-1       |
| Coulomb força constant                  | {\displaystyle {\frac {1}{4\pi \epsilon _{0}}}} en què {\displaystyle {\epsilon _{0}}\ } és la permitivitat del buit | Q-2 M L3 T-2 |
| Càrrega elemental                       | {\displaystyle e\ }                                                                                                  | Q            |
| Massa de l'electró                      | {\displaystyle m_{e}\ }                                                                                              | M            |
| Massa del Protó                         | {\displaystyle m_{p}\ }                                                                                              | M            |
| Constant de Boltzmann                   | {\displaystyle {k}\ }                                                                                                | ML²T-2Θ-1    |

Les constants físiques fonamentals com la constant d'estructura fina:
{\displaystyle \alpha \ \equiv {\frac {e^{2}}{\hbar c(4\pi \epsilon _{0})}}={\frac {1}{137.03599911}}}
no poden assumir un valor numèric diferent en canviar el sistema d'unitats usat. Per tant, només es podran normalitzar constants físiques que tinguin dimensions. Ja que α és un nombre adimensional fixat diferent d'1, no és possible definir un sistema d'unitats naturals que normalitzi totes les constants físiques que comprèn α. Cada 3 de 4 constants: c, {\displaystyle \hbar }, e, o 4πε0, poden ser normalitzades (deixant la resta de constants físiques que assumeixin un valor que sigui una simple funció d'α, al·ludint a la natura fonamental de la constant d'estructura fina) però no totes 4.

## Unitats de Planck
| Quantitat             | Expressió                                                   | Valor mètric       |
| --------------------- | ----------------------------------------------------------- | ------------------ |
| Longitud (L)          | {\displaystyle l_{P}={\sqrt {\frac {\hbar G}{c^{3}}}}}      | 1.61609735×10-35 m |
| Massa (M)             | {\displaystyle m_{P}={\sqrt {\frac {\hbar c}{G}}}}          | 21.7664598 μg      |
| Temps (T)             | {\displaystyle t_{P}={\sqrt {\frac {\hbar G}{c^{5}}}}}      | 5.3907205×10-44 s  |
| Càrrega elèctrica (Q) | {\displaystyle q_{P}={\sqrt {\hbar c(4\pi \epsilon _{0})}}} | 1.87554573×10-18 C |
| Temperatura (Θ)       | {\displaystyle T_{P}={\sqrt {\frac {\hbar c^{5}}{Gk^{2}}}}} | 1.4169206×10³² K   |

{\displaystyle c=1\ }
{\displaystyle G=1\ }
{\displaystyle \hbar =1\ }
{\displaystyle {\frac {1}{4\pi \epsilon _{0}}}=1}
{\displaystyle k=1\ }
{\displaystyle e={\sqrt {\alpha }}\ }
Les constants físiques que les unitats de Planck normalitzen són propietats de l'espai i no propietats (com ara, càrrega, massa, mida o radi) de cap objecte ni partícula elemental (que pogués haver estat escollida arbitràriament). Per això, les unitats de Planck es defineixen independentment de la càrrega elemental que si es mesura en termes d'unitats de Planck. Resulta ser l'arrel quadrada de la constant d'estructura fina, √α. En les unitats de Planck, una variació concebible en el valor de l'adimensional α es consideraria deguda a una variació de la càrrega elemental.

## Unitats de Stoney
| Quantitat             | Expressió                                                                      |
| --------------------- | ------------------------------------------------------------------------------ |
| Longitud (L)          | {\displaystyle l_{S}={\sqrt {\frac {Ge^{2}}{c^{4}(4\pi \epsilon _{0})}}}}      |
| Massa (M)             | {\displaystyle m_{S}={\sqrt {\frac {e^{2}}{G(4\pi \epsilon _{0})}}}}           |
| Temps (T)             | {\displaystyle t_{S}={\sqrt {\frac {Ge^{2}}{c^{6}(4\pi \epsilon _{0})}}}}      |
| Càrrega elèctrica (Q) | {\displaystyle q_{S}=e\ }                                                      |
| Temperatura (Θ)       | {\displaystyle T_{S}={\sqrt {\frac {c^{4}e^{2}}{G(4\pi \epsilon _{0})k^{2}}}}} |

{\displaystyle c=1\ }
{\displaystyle G=1\ }
{\displaystyle e=1\ }
{\displaystyle {\frac {1}{4\pi \epsilon _{0}}}=1}
{\displaystyle k=1\ }
{\displaystyle \hbar ={\frac {1}{\alpha }}\ }
Proposades per George Stoney el 1881, les unitats de Stoney fixen la càrrega elemental i permeten flotar la constant de Planck. Es poden obtenir de les unitats de Planck amb la substitució de:
{\displaystyle \hbar \leftarrow \alpha \hbar ={\frac {e^{2}}{c(4\pi \epsilon _{0})}}}.
Això treu la constant de Planck de la definició i el valor que pren en les unitats de Stoney és la recíproca a la constant d'estructura fina, 1/α. En les unitats de Stoney, un variació concebible en el valor de l'adimensional α es consideraria deguda a una variació en la constant de Planck.

## Unitats de Schrödinger
| Quantitat             | Expressió                                                                                    |
| --------------------- | -------------------------------------------------------------------------------------------- |
| Longitud (L)          | {\displaystyle l_{\psi }={\sqrt {\frac {\hbar ^{4}G(4\pi \epsilon _{0})^{3}}{e^{6}}}}}       |
| Massa (M)             | {\displaystyle m_{\psi }={\sqrt {\frac {e^{2}}{G(4\pi \epsilon _{0})}}}}                     |
| Temps (T)             | {\displaystyle t_{\psi }={\sqrt {\frac {\hbar ^{6}G(4\pi \epsilon _{0})^{5}}{e^{10}}}}}      |
| Càrrega elèctrica (Q) | {\displaystyle q_{\psi }=e\ }                                                                |
| Temperatura (Θ)       | {\displaystyle T_{\psi }={\sqrt {\frac {e^{10}}{\hbar ^{4}(4\pi \epsilon _{0})^{5}Gk^{2}}}}} |

{\displaystyle e=1\ }
{\displaystyle G=1\ }
{\displaystyle \hbar =1\ }
{\displaystyle {\frac {1}{4\pi \epsilon _{0}}}=1}
{\displaystyle k=1\ }
{\displaystyle c={\frac {1}{\alpha }}\ }
El nom va ser encunyat per Michael Duff . Poden ser obtingudes de les unitats de Planck amb la substitució de:
{\displaystyle c\leftarrow \alpha c={\frac {e^{2}}{\hbar (4\pi \epsilon _{0})}}}.
Això treu la velocitat de la llum de la definició i el valor que pren en les unitats de Schrödinger és la recíproca a la constant d'estructura fina, 1/α. En les unitats de Schrödinger, una variació concebible del valor de l'adimensional α seria considerada com una variació de la velocitat de la llum.

## Unitats atòmiques (Hartree)
| Quantitat             | Expressió                                                                       |
| --------------------- | ------------------------------------------------------------------------------- |
| Longitud (L)          | {\displaystyle l_{A}={\frac {\hbar ^{2}(4\pi \epsilon _{0})}{m_{e}e^{2}}}}      |
| Massa (M)             | {\displaystyle m_{A}=m_{e}\ }                                                   |
| Temps (T)             | {\displaystyle t_{A}={\frac {\hbar ^{3}(4\pi \epsilon _{0})^{2}}{m_{e}e^{4}}}}  |
| Càrrega elèctrica (Q) | {\displaystyle q_{A}=e\ }                                                       |
| Temperatura (Θ)       | {\displaystyle T_{A}={\frac {m_{e}e^{4}}{\hbar ^{2}(4\pi \epsilon _{0})^{2}k}}} |

{\displaystyle e=1\ }
{\displaystyle m_{e}=1\ }
{\displaystyle \hbar =1\ }
{\displaystyle {\frac {1}{4\pi \epsilon _{0}}}=1}
{\displaystyle k=1\ }
{\displaystyle c={\frac {1}{\alpha }}\ }
Van ser proposades per Douglas Hartree per simplificar la física de l'àtom d'hidrogen. Michael Duff  les anomena "unitats de Bohr". La unitat d'energia en aquest sistema és l'energia total de l'electró en la primera òrbita circular de l'àtom de Bohr, i anomenada energia de Hartree, Eh. La unitat de velocitat és la velocitat d'aquest electró, la unitat de massa és la massa de l'electró, me, i la unitat de longitud és el radi de Bohr, {\displaystyle a_{0}=4\pi \epsilon _{0}\hbar ^{2}/m_{e}e^{2}\ }. Es poden obtenir de les unitats de Schrödinger amb la substitució de: 
{\displaystyle G\leftarrow \alpha G\left({\frac {m_{P}}{m_{e}}}\right)^{2}={\frac {e^{2}}{4\pi \epsilon _{0}m_{e}^{2}}}\ }.
Això treu la velocitat de la llum (així com la constant de la gravitació) de les definicions i el valor que prenen en les unitats atòmiques és el recíproc de la constant d'estructura fina, 1/α. En les unitats atòmiques, una variació concebible en el valor de l'adimensional α seria considerada deguda a la variació de la velocitat de la llum.

## Sistema d'unitat electrònic
| Quantitat             | Expressió                                                             |
| --------------------- | --------------------------------------------------------------------- |
| Longitud (L)          | {\displaystyle l_{e}={\frac {e^{2}}{c^{2}m_{e}(4\pi \epsilon _{0})}}} |
| Massa (M)             | {\displaystyle m_{e}=m_{e}\ }                                         |
| Temps (T)             | {\displaystyle t_{e}={\frac {e^{2}}{c^{3}m_{e}(4\pi \epsilon _{0})}}} |
| Càrrega elèctrica (Q) | {\displaystyle q_{e}=e\ }                                             |
| Temperatura (Θ)       | {\displaystyle T_{e}={\frac {m_{e}c^{2}}{k}}}                         |

{\displaystyle c=1\ }
{\displaystyle e=1\ }
{\displaystyle m_{e}=1\ }
{\displaystyle {\frac {1}{4\pi \epsilon _{0}}}=1}
{\displaystyle k=1\ }
{\displaystyle \hbar ={\frac {1}{\alpha }}\ }
Michael Duff  l'anomena "unitats de Dirac". Es poden obtenir de les unitats de Stoney amb la substitució de: 
{\displaystyle G\leftarrow \alpha G\left({\frac {m_{P}}{m_{e}}}\right)^{2}={\frac {e^{2}}{4\pi \epsilon _{0}m_{e}^{2}}}\ }.
També es poden obtenir de les unitats atòmiques amb la substitució de: 
{\displaystyle \hbar \leftarrow \alpha \hbar ={\frac {e^{2}}{c(4\pi \epsilon _{0})}}}.
De la mateixa manera que les unitats de Stoney, una variació concebible en el valor de f α seria considerada deguda a la variació de la constant de Planck.

## Sistema d'unitats de l'electrodinàmica quàntica (Stille)
| Quantitat             | Expressió                                                                          |
| --------------------- | ---------------------------------------------------------------------------------- |
| Longitud (L)          | {\displaystyle l_{\mathrm {QED} }={\frac {e^{2}}{c^{2}m_{p}(4\pi \epsilon _{0})}}} |
| Massa (M)             | {\displaystyle m_{\mathrm {QED} }=m_{p}\ }                                         |
| Temps (T)             | {\displaystyle t_{\mathrm {QED} }={\frac {e^{2}}{c^{3}m_{p}(4\pi \epsilon _{0})}}} |
| Càrrega elèctrica (Q) | {\displaystyle q_{\mathrm {QED} }=e\ }                                             |
| Temperatura (Θ)       | {\displaystyle T_{\mathrm {QED} }={\frac {m_{p}c^{2}}{k}}}                         |

{\displaystyle c=1\ }
{\displaystyle e=1\ }
{\displaystyle m_{p}=1\ }
{\displaystyle {\frac {1}{4\pi \epsilon _{0}}}=1}
{\displaystyle k=1\ }
{\displaystyle \hbar ={\frac {1}{\alpha }}\ }
Semblant al sistema d'unitats electrònic, excepte que la massa del protó es normalitza en comptes de la massa de l'electró. També una variació concebible en el valor de α seria considerada deguda a la variació de la constant de Planck.

## Unitats geometritzades
{\displaystyle c=1\ }
{\displaystyle G=1\ }
El sistema d'unitats geometritzades no és un sistema completament definit o únic. En aquest sistema, les unitats físiques base s'escullen de manera que la velocitat de la llum i la constant de la gravitació s'igualin a la unitat, deixant que la latitud s'ajunti a una altra constant com pot ser la constant de Boltzmann, i la constant de la força de Coulomb s'iguali a la unitat: 
{\displaystyle k=1\ }
{\displaystyle {\frac {1}{4\pi \epsilon _{0}}}=1}
Si la constant de Dirac (també s'anomena la "constant reduïda de Planckr") s'iguala a la unitat, 
{\displaystyle \hbar =1\ }
llavors les unitats geometritzades són idèntiques a les unitats de Planck.

## Unitats N-cossos
| Quantitat    | Expressió                                                                                                |
| ------------ | --- |
| Longitud (R) | {\displaystyle {\frac {1}{R}}={\frac {1}{N(N-1)}}\sum _{i=1}^{N}\sum _{j=1}^{N}{\frac {1}{r_{j}-r_{i}}}} |
| Massa (M)    | {\displaystyle M=\sum _{i=1}^{N}m_{i}}                                                                   |

{\displaystyle M=1\ }
{\displaystyle G=1\ }
{\displaystyle R=1\ }
Les unitats N-cossos són un sistema completament autònom d'unitats usades per a simulacions N-cossos de sistemes gravitacionals en astrofísica. En aquest sistema, les unitats físiques de base s'escullen de manera que la massa total (M), la constant de la gravitació (G) i el radi virial (R) s'igualen a la unitat. L'assumpció implícita és que el sistema de N objectes (estrelles) satisfà el teorema virial. La conseqüència d'utilitzar unitats N-cossos estàndard és que, llavors, la velocitat de dispersió del sistema és {\displaystyle v=1/{\sqrt {2}}} i que el temps dinàmic escala com a {\displaystyle t=2{\sqrt {2}}}.
La primera menció de les unitats N-cossos estàndard és de Michel Hénon (1971) 
.
Va ser desenvolupada per Haldan Cohn (1979)

i posteriorment àmpliament generalitzada per Douglas Heggie i Robert Mathieu (1986)
.

## Unitats SI
El sistema mètric, o sistema internacional d'unitats (SI) com es coneix ara, no és un sistema natural d'unitats. Històricament, les unitats mètriques no van ser definides en termes de constants de física universal, ni van ser definides de la mateixa manera que algunes constants físiques, de manera que cada una tingués una valor numèric d'exactament 1.
Hi ha hagut la tendència en les últimes dècades, això no obstant, de redefinir les unitats del SI en termes de constants de física universal. El 1983, la dissetena CGPM va redefinir el metre en termes de temps i de velocitat de la llum, i fixà, doncs, la velocitat de la llum en exactament 299,792,458 m/s. I el 1990, la divuitena CGPM va adoptar valors convencionals per a la constant de Josephson en exactament 483,597.9 ×109 Hz/V, i els valors convencionals de la constant de von Klitzing en exactament 25 812.807 Ω.
Quan els valors convencionals de les constants de Josephson i von Klitzing es prenen en conjunció amb la definició de metre, s'obté un sistema mètric amb unitats que no són naturals, però que són derivades d'unitats naturals mitjançant factors multiplicatius. La relació s'il·lustra en la taula següent:
| Quantitat / Símbol                                                                             | Planck                                            | Stoney                                     | Schrödinger                            | Atòmic                                 | Electrònic                                 | SI                                                                          |
| ---------------------------------------------------------------------------------------------- | ------------------------------------------------- | ------------------------------------------ | -------------------------------------- | -------------------------------------- | ------------------------------------------ | --------------------------------------------------------------------------- |
| Velocitat de la llum en el buit {\displaystyle c\,}                                            | {\displaystyle 1\,}                               | {\displaystyle 1\,}                        | {\displaystyle {\frac {1}{\alpha }}\ } | {\displaystyle {\frac {1}{\alpha }}\ } | {\displaystyle 1\,}                        | {\displaystyle 299792458\ }                                                 |
| Constant de Planck {\displaystyle h\,}                                                         | {\displaystyle 2\pi \,}                           | {\displaystyle {\frac {2\pi }{\alpha }}\ } | {\displaystyle 2\pi \,}                | {\displaystyle 2\pi \,}                | {\displaystyle {\frac {2\pi }{\alpha }}\ } | {\displaystyle {\frac {4\times 10^{-18}}{(25812.807)(483597.9)^{2}}}\ }     |
| Constant de Dirac {\displaystyle \hbar ={\frac {h}{2\pi }}}                                    | {\displaystyle 1\,}                               | {\displaystyle {\frac {1}{\alpha }}\ }     | {\displaystyle 1\,}                    | {\displaystyle 1\,}                    | {\displaystyle {\frac {1}{\alpha }}\ }     | {\displaystyle {\frac {2\times 10^{-18}}{\pi (25812.807)(483597.9)^{2}}}\ } |
| Càrrega elemental {\displaystyle e\,}                                                          | {\displaystyle {\sqrt {\alpha }}\,}               | {\displaystyle 1\,}                        | {\displaystyle 1\,}                    | {\displaystyle 1\,}                    | {\displaystyle 1\,}                        | {\displaystyle {\frac {2\times 10^{-9}}{(25812.807)(483597.9)}}\ }          |
| Constant de Josephson {\displaystyle K_{J}={\frac {2e}{h}}\,}                                  | {\displaystyle {\frac {\sqrt {\alpha }}{\pi }}\,} | {\displaystyle {\frac {\alpha }{\pi }}\,}  | {\displaystyle {\frac {1}{\pi }}\,}    | {\displaystyle {\frac {1}{\pi }}\,}    | {\displaystyle {\frac {\alpha }{\pi }}\,}  | {\displaystyle 483597.9\times 10^{9}\,}                                     |
| Constant de von Klitzing {\displaystyle R_{K}={\frac {h}{e^{2}}}\,}                            | {\displaystyle {\frac {2\pi }{\alpha }}\,}        | {\displaystyle {\frac {2\pi }{\alpha }}\,} | {\displaystyle 2\pi \,}                | {\displaystyle 2\pi \,}                | {\displaystyle {\frac {2\pi }{\alpha }}\,} | {\displaystyle 25812.807\,}                                                 |
| Impedància característica del buit {\displaystyle Z_{0}=2\alpha R_{K}\,}                       | {\displaystyle 4\pi \,}                           | {\displaystyle 4\pi \,}                    | {\displaystyle 4\pi \alpha \,}         | {\displaystyle 4\pi \alpha \,}         | {\displaystyle 4\pi \,}                    | {\displaystyle 2\alpha (25812.807)\,}                                       |
| Constant elèctrica (permitivitat del buit) {\displaystyle \epsilon _{0}={\frac {1}{Z_{0}c}}\,} | {\displaystyle {\frac {1}{4\pi }}\,}              | {\displaystyle {\frac {1}{4\pi }}\,}       | {\displaystyle {\frac {1}{4\pi }}\,}   | {\displaystyle {\frac {1}{4\pi }}\,}   | {\displaystyle {\frac {1}{4\pi }}\,}       | {\displaystyle {\frac {1}{2\alpha (25812.807)(299792458)}}\ }               |
| Constant magnètica (permeabilitat del buit) {\displaystyle \mu _{0}={\frac {Z_{0}}{c}}\,}      | {\displaystyle 4\pi \,}                           | {\displaystyle 4\pi \,}                    | {\displaystyle 4\pi \alpha ^{2}\,}     | {\displaystyle 4\pi \alpha ^{2}\,}     | {\displaystyle 4\pi \,}                    | {\displaystyle {\frac {2\alpha (25812.807)}{299792458}}\ }                  |
| Constant de la gravitació de Newton {\displaystyle G\,}                                        | {\displaystyle 1\,}                               | {\displaystyle 1\,}                        | {\displaystyle 1\,}                    | {\displaystyle -\,}                    | {\displaystyle -\,}                        | {\displaystyle -\,}                                                         |
| Massa de l'electró {\displaystyle m_{e}\,}                                                     | {\displaystyle -\,}                               | {\displaystyle -\,}                        | {\displaystyle -\,}                    | {\displaystyle 1\,}                    | {\displaystyle 1\,}                        | {\displaystyle -\,}                                                         |
| Freqüència de transició hiperfina del cesi en estat estacionari                                | {\displaystyle -\,}                               | {\displaystyle -\,}                        | {\displaystyle -\,}                    | {\displaystyle -\,}                    | {\displaystyle -\,}                        | {\displaystyle 9\ 192\ 631\ 770\,}                                          |